# Cremastosperma pedunculatum
Cremastosperma pedunculatum (Diels) R.E.Fr. – gatunek rośliny z rodziny flaszowcowatych (Annonaceae Juss.). Występuje naturalnie w Kolumbii, Ekwadorze, Peru oraz Brazylii.

## Morfologia
PokrójZimozielone drzewo dorastające do 12 m wysokości. Gałęzie są owłosione.
LiścieMają lancetowato eliptyczny kształt. Mierzą 15–20 cm długości oraz 5–8 cm szerokości. Nasada liścia zbiega po ogonku. Blaszka liściowa jest całobrzega o spiczastym wierzchołku. Ogonek liściowy jest owłosiony i dorasta do 7–10 mm długości.
KwiatySą pojedyncze. Rozwijają się w kątach pędów. Działki kielicha mają owalny kształt i dorastają do 2–3 mm długości. Płatki mają owalnie eliptyczny kształt i osiągają do 15 mm długości.
OwoceTworzą owoc zbiorowy. Mają gruszkowaty kształt.